# 圣若泽-杜戈亚巴尔
圣若泽-杜戈亚巴尔是巴西米纳斯吉拉斯州的一个市镇。总面积185.241平方公里，总人口5646人，人口密度30.5人/平方公里。